# هرمان بالک
هرمان بالک (به آلمانی: Hermann Balck) (۷ دسامبر۱۸۹۳–۲۹ نوامبر ۱۹۸۲) نظامی بلندپایه آلمانی در دوره رایش سوم بود که فرماندهی یگان‌های مختلف را در طول جنگ جهانی دوم بر عهده داشت. او با نشان دادن مهارت و کسب تعدادی موفقیت بزرگ در رزم‌گاه‌های جبهه شرقی جزو یکی از تنها ۲۷ تنی که نشان صلیب شوالیه صلیب آهنین با برگ‌های بلوط، شمشیرها و الماس‌ها را دریافت کردند بود.

## سال‌های اولیه
هرمان بالک روز ۷ دسامبر سال ۱۸۹۳ در لانگفور در دانتسیش در پروس شرقی زاده شد. سال ۱۹۱۳ به عنوان افسر محصل در گردان ۱۰ یگر هانوفر به نیروی زمینی امپراتوری آلمان پیوست. ماه فوریه سال ۱۹۱۴ وارد دانشکده نظامی در هانوفر شد. هنگام آغاز جنگ جهانی اول، روز ۱ اوت به فرماندهی یک دسته منصوب شد. روز ۱۰ اوت همان سال به درجه ستوان دومی نائل آمد. سال ۱۹۱۶ به فرماندهی یک گروهان مسلسل رسید. بالک در جبهه‌های غربی، ایتالیا، بالکان و شرقی خدمت کرد. در جریان جنگ پنج بار مجروح شد. بالک ماه اکتبر سال ۱۹۱۸ نامزد دریافت نشان پور لو مریت گردید اما هیچ‌گاه آن را دریافت نکرد چرا که امپراتوری آلمان یک ماه بعد از بین رفت.
بالک پس از جنگ در رایشسور باقی ماند و در ابتدا آجودان یک گردان در هنگ ۲۰ پیاده‌نظام شد. بین سال‌های ۱۹۲۰ تا ۱۹۲۱ آجودان گردان ۳ هنگ ۱۷ پیاده‌نظام در تسله بود. سپس تا سال ۱۹۲۵ در ستاد همین هنگ خدمت کرد. در این مدت سال ۱۹۲۴ به درجه ستوان یکمی ترفیع یافت. سپس به هنگ ۱۸ پیاده‌نظام در کانشتات در نزدیکی اشتوتگارت منتقل شد تا ابتدا تا سال ۱۹۲۸ یک دسته مسلسل و بعد تا سال ۱۹۳۳ یک اسکادران سواره‌نظام را فرماندهی کند. بالک روز ۱ فوریه سال ۱۹۲۹ به درجه سروان سواره‌نظام ارتقا گرفت. حتی در این زمان عقیده زیادی به مکانیزه‌سازی داشت. او یکی از پیشگامان این امر به حساب می‌آمد. سال ۱۹۳۵ به درجه سرگردی و سال ۱۹۳۸ به درجه سرهنگ دومی ترفیع گرفت. در این مدت بین سال‌های ۱۹۳۳ تا ۱۹۳۸ در جایگاه‌های ستادی در منطقه نظامی شماره ۳ خدمت و گردان ۱ موتورسوار در تیلسیت در پروس شرقی را فرماندهی کرد. سپس وارد ستاد سرلشکر هاینتس گودریان در بازرسی نیروهای موتوریزه شد و هنگام آغاز جنگ آن‌جا بود.

## جنگ جهانی دوم

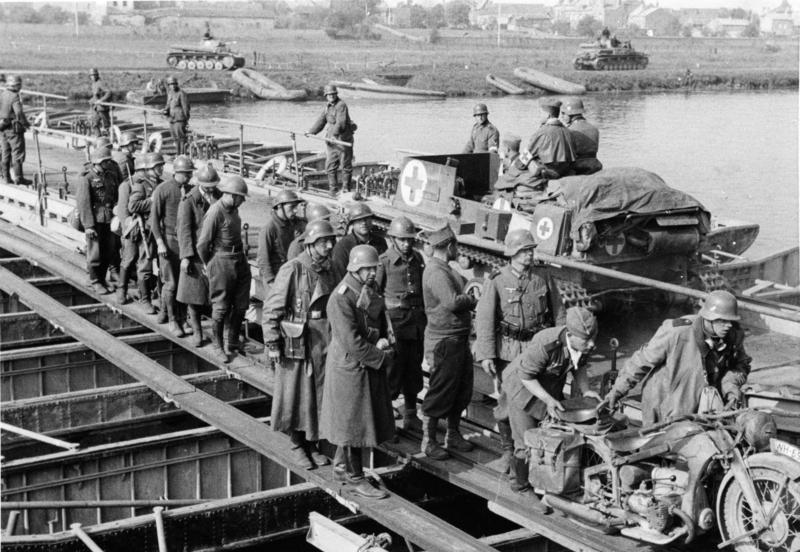
14 مه 1940 هنگ اول پانزر از پل پانتونی بر فراز میوس در فلوینگ، نزدیک سدان (دفتر فیلم ارتش، اسپانداو-روهلبن) می گذرد."

پس از جنگ جهانی دوم در سال ۱۹۳۹ و در تسخیر ورشو، فرمانده هنگ ۱ پیاده‌نظام از لشکر یکم زرهی شد. در جریان نبرد فرانسه این هنگ را به عنوان بخشی از سپاه ۱۹ گودریان، ماه مه سال ۱۹۴۰ در گذر از رود موز و نفوذ در اراضی دشمن در سدان فرماندهی کرد. یگان او نخستین سر پل را بر رود موز ایجاد نمود. این موفقیت نشان صلیب شوالیه صلیب آهنین را برای او به ارمغان آورد. ماه اوت به درجه سرهنگ تمامی ترفیع گرفت. میانه ماه دسامبر فرماندهی هنگ ۳ زرهی از لشکر دوم زرهی به او محول گشت. با این یگان در تهاجم به یونان در ماه مه سال ۱۹۴۱ مشارکت داشت. مدتی پس از آغاز عملیات بارباروسا، تهاجم آلمان به شوروی در ماه ژوئن، به فرماندهی عالی نیروی زمینی فرستاده شد تا در قسمت نیروهای موتوریزه به خدمت بپردازد. با نشان دادن عملکرد مناسب در این جایگاه ماه نوامبر به عنوان بازرس نیروهای «سریع» برگزیده شد.
بالک با بارگشت به رزمگاه، ماه مه سال ۱۹۴۲ فرماندهی لشکر یازدهم زرهی را در جبهه شرقی بر عهده گرفت. ماه اوت به درجه سرتیپی رسید. با لشکر خود در قالب گروه ارتش جنوب بخشی از پیشروی به سوی قفقاز بود. همانند سایر فرماندهان آلمانی امر فرماندهی را شخصاً از خط مقدم صورت می‌داد و رهبری بسیار مهاجمانه‌ای داشت. فیلدمارشال اریش فون مانشتاین، فرمانده گروه ارتش دن از لشکر که به خوبی تجهیز شده بود، به او به عنوان نیروی ذخیره متحرک در اقدام برای شکستن محاصره ارتش ششم در استالینگراد استفاده نمود. در مجموعه‌ای از ضد حملات خارق‌العاده تهاجم ارتش پنجم تانک شوروی در طول رود چیر در شمال استالینگراد علیه جناح حرکت فون مانشتاین را دفع کرد. روز ۲۰ دسامبر سال ۱۹۴۲ گیره برگ‌های بلوط به نشان صلیب شوالیه او افزوده شد. روز ۲۱ ژانویه سال ۱۹۴۳ به درجه سرلشکری ترفیع یافت. انهدام کامل ارتش پنجم شوک شوروی و جلوگیری از ایجاد سر پل توسط دشمن بر رود چیر ماه مارس سال ۱۹۴۳ موجب اعطای گیره شمشیرهای صلیب شوالیه به او شد.
در پی پیاده شدن نیروهای متفقین در سالرنو در ایتالیا، بالک در جایگاه فرماندهی سپاه ۱۴ زرهی نشست اما در اثر سقوط هواگرد به شدت مجروح شد و در زمره افسران ذخیره قرار گرفت.
بالک ماه نوامبر سال ۱۹۴۳ به درجه سپهبدی (ژنرال نیروهای زرهی) ترفیع گرفت و با فرماندهی سپاه ۴۸ زرهی به جبهه شرقی بازگشت. او این سپاه را در نبردهای دفاعی شدید در نواحی کی‌یف، ژیتومیر و بردیچف به شکل متمایزی هدایت کرد. یگان او در این درگیری‌ها ارتش شصتم شوروی را منهدم نمود. بالک ماه اوت و سپتامبر سال ۱۹۴۴ ارتش چهارم زرهی را در قالب گروه ارتش مرکز در مقابل تهاجم تابستانه شوروی با موفقیت زیادی رهبری کرد. نیروهای او اقدام دشمن به رخنه در خط آلمانی‌ها در لهستان را دفع کردند و با اجرای ضد حمله آن را با وارد آوردن تلفات سنگین تا نقطه آغازین عقب راندند. به جهت این دستاورد بالک روز ۳۱ اوت سال ۱۹۴۴ مفتخر به دریافت الماس‌های صلیب شوالیه شد.
بالک روز ۲۱ سپتامبر مقام فرماندهی گروه ارتش گه را در جبهه غربی را دریافت کرد. او می‌بایست با ترکیبی از کهنه‌سربازان و سربازان وظیفه از جمله نوجوانان شانزده‌ساله جلوی تهاجم ارتش سوم ایالات متحده به فرماندهی سرلشکر جرج پتن در ناحیه لورن را می‌گرفت. سعی کرد دفاعی کشسان با مرکزیت دژ متس ایجاد و با ایجاد نیروی ذخیره زرهی از پیشروی دشمن به سمت وست‌وال جلوگیری کند. نیروهای او در ناحیه متس با تنها ۳۰ تانک حمله آمریکایی‌ها با بیش از ۷۰۰ تانک را متوقف و یک سوم از قوای دشمن را منهدم کردند. بالک در این نبردها با ایجاد میدان‌های مین ساختگی دشمن را به سمت میدان‌های واقعی مین می‌کشید و تلفات سنگینی به آن وارد می‌آورد. به هر صورت پتن با دریافت تدارکات و نیروی کمکی توانست اواخر ماه نوامبر متس را اشغال کند تا بالک وادار به عقب‌نشینی به سمت رود زار شود. بدین سبب ماه دسامبر از مفام خود خلع شد.
به پیشنهاد ارتشبد گودریان، رئیس ستاد کل نیروی زمینی، بالک هفته‌های پایانی جنگ را در جایگاه فرماندهی ارتش ششم در حوالی بوداپست در جبهه شرقی گذراند. ماه مارس سال ۱۹۴۵ ضمن گزارش مسئله روحیه در حال تقلیل نیروهایش و امکان افتادن آن‌ها در محاصره به فرماندهی عالی ورماخت، شروع به عقب‌نشینی تدریجی به سمت غرب کرد. بالک و ارتشش اوایل ماه مه در اتریش تسلیم نیروهای آمریکایی شدند.

## پس از جنگ
بالک پس از آزادی از اسارت در سال ۱۹۴۷ به اشتوتگارت نقل مکان کرد. با این حال سال ۱۹۴۸ متهم به صدور فرمان اعدام یک افسر توپخانه در ماه نوامبر سال ۱۹۴۴ شد و به سه سال زندان محکوم گردید. در این مورد بالک دستور به تیرباران افسری که در حین عملیات مست و توپ خود را گم کرده بود، داده بود. به هر صورت پس از ۱۸ ماه مجدداً آزاد شد. از همکاری با بخش تاریخ نیروی زمینی ایالات متحده اجتناب نمود اما در کنار هم‌قطاران سابقش در سمینارهای ناتو تا دهه ۱۹۷۰ شرکت کرد. سال ۱۹۸۱ خودزندگی‌نامه‌ای با عنوان نظم در هرج و مرج از او منتشر شد. سپهبد هرمان بالک در نهایت روز ۲۹ نوامبر سال ۱۹۸۲ در سن ۸۹ سالگی در وورتمبرگ در آلمان غربی درگذشت و در آسپرگ نزدیک لودویگسبورگ به خاک سپرده شد.

## جوایز
- صلیب شوالیه صلیب آهنین: ۳ ژوئن ۱۹۴۰
  - برگ‌های بلوط: ۲۰ دسامبر ۱۹۴۲
  - شمشیرها: ۴ مارس ۱۹۴۳
  - الماس‌ها: اکتبر ۳۱ اوت ۱۹۴۴